# Elza z afrykańskiego buszu (film)
Elza z afrykańskiego buszu – film familijny z 1966 na podstawie książki Joy Adamson. Autor scenariusza Lester Cole ze względu na to, że znajdował się na czarnej liście Hollywood musiał wystąpić pod pseudonimem (Gerald L.C. Copley).

## Fabuła
George Adamson (Bill Travers) podczas polowania w 1956 roku zastrzelił lwa i lwicę, nie wiedząc, że para ma trzy młode. Joy Adamson (Virginia McKenna), żona George'a, podjęła się uratowania i odchowania lwich sierot. Dwa z uratowanych lwiątek trafiły do zoo, natomiast trzecie (lwica Elza) Joy postanowiła wypuścić na wolność.

## Obsada
- Virginia McKenna – Joy Adamson
- Bill Travers – George Adamson
- Geoffrey Keen – Kendall
- Peter Lukoye – Nuru
- Omar Chambati – Makkede
- Bill Godden – Sam
- Robert Young – James
- Bryan Epsom – Baker
- Geoffrey Best – Watson
- Robert Cheetham – Ken
- Surya Patel – doktor

## Wersja polska
Reżyseria: Romuald Drobaczyński

Udział wzięli:
- Jadwiga Siennicka
- Mirosław Szonert
- Sławomir Misiurewicz
- Janusz Kubicki
- Bogumił Antczak
- Zbigniew Jabłoński
- Zbigniew Niewczas

i inni

## Nagrody
1967
Nagrody:
- Oscar najlepsza muzyka
- Oscar najlepsza piosenka

Nominacje:
- Złoty Glob najlepsza piosenka
- Grammy najlepsza muzyka
- Złoty Glob najlepszy dramat
- Virginia McKenna - Złoty Glob najlepsza aktorka w dramacie